# Liste der Träger des Guelphen-Ordens
Diese Aufzählung der Träger des Guelphen-Ordens ist nicht vollständig. Immerhin wurde der Orden von 1815 bis 1865 mindestens 5600 mal verliehen, davon etwa 3100 mal an „Inländer“, wozu außer den Mitgliedern des Hauses Hannover (Familie und Angeheiratete) im hannoverschen Staatsdienst stehende Personen und Bürger des Landes zählten. Daneben wurde der Orden aber auch etwa 2500 mal an „Auswärtigen Mitglieder“ verliehen; in den Ordensklassen „Großkreuz“ und „Kommandeur“ bzw. „Kommandeur I. Klasse“ überstieg die Anzahl der Auswärtigen Mitglieder diejenige der Inländer um das vierfache bzw. um das doppelte:
Die erste Klasse des Ordens („Großkreuz“) wurde an Inländer nur rund 125 mal verliehen, dagegen fast 500 mal an „Auswärtige“. Als Kommandeure wurden bis 1840 155 Inländern gegenüber 329 Auswärtigen ausgezeichnet; als Kommandeure I. Klasse wurden von 1841 bis 1865 (in weiteren 25 Jahren also) weitere 104 Inländer gegenüber 153 Auswärtigen ausgezeichnet.
Der Orden wurde zwischen 1815 und 1866 vom König von Hannover verliehen. Zwischen 1815 und 1837 war dieser in Personalunion auch König von Großbritannien und Irland. Am 20. Mai 1841 wurden die Ordensklassen des „Kommandeurs II. Klasse“ und eine „Vierte Klasse“ neu eingerichtet. In der Liste der Ordensmitglieder fehlt das letzte Jahr der Existenz des Königreichs Hannover.

## Großmeister
- Georg IV. (Vereinigtes Königreich), von 1815 bis 1820 als Prinz-Regent, dann als König von Hannover bis 1830.
- Wilhelm IV. (Vereinigtes Königreich) (1765–1837), von 1830 bis 1837 als König von Hannover.
- Ernst August I. (Hannover) (1771–1851), von 1837 bis 1851 als König von Hannover
- Georg V. (Hannover) (1819–1878), von 1851 bis 1866 als König von Hannover

## Großkreuz
1) Prinzen der königlichen Familie
- 1815: SKH Friedrich August, Herzog von York (1763–1827), britischer Feldmarschall
- 1815: SKH Wilhelm Heinrich, Herzog von Clarence (1765–1837), seit 1830 König und demnach 2. Großmeister des Ordens
- 1815: SKH Eduard August, Herzog von Kent (1767–1820), britischer Feldmarschall
- 1815: SKH Ernst August, Herzog von Cumberland (1771–1851), seit 1837 König von Hannover und demnach 3. Großmeister des Ordens
- 1815: August Friedrich, Herzog von Sussex (1773–1843), (1815 ernannt, aber erst seit 1830 in den Orden eingeführt)
- 1815: SKH Adolph Friedrich, Herzog von Cambridge (1774–1850), britischer Feldmarschall, letzter Vizekönig von Hannover
- 1815: SKH Wilhelm Friedrich, Herzog von Gloucester (1776–1834)
- 1816: SKH Prinz Leopold von Sachsen-Coburg (1790–1865), aufgenommen als Ehemann von Prinzessin Charlotte Augusta von Wales (1796–1817), ab 1830 erster König von Belgien, seither auswärtiges Mitglied
- 1825: SKH, Prinz Georg von Cambridge (1819–1904), seit 1850 Herzog von Cambridge, britischer Feldmarschall
- 1827: SKH, Prinz Georg von Cumberland (1819–1878), seit 1851 König von Hannover und demnach 4. Großmeister des Ordens
- 1815: Karl zu Braunschweig und Lüneburg (1804–1873), 1815–1830 Herzog von Braunschweig
- 1815: Herzog August zu Braunschweig und Lüneburg (1770–1820),
- 1815: Wilhelm zu Braunschweig und Lüneburg (1806–1884), seit 1830 Herzog von Braunschweig
- 1817: Friedrich VI. (Hessen-Homburg) (1769–1829), aufgenommen als Ehemann von Prinzessin Elisabeth von Großbritannien, Irland und Hannover (1770–1840)

2) Aufnahmen in zeitlicher Folge
1815
- Franz Egon von Fürstenberg (1737–1825), Fürstbischof von Hildesheim
- Claus von der Decken (1742–1826), hannoverscher Staats- und Cabinets-Minister[1][2]
- Christian Ludwig von Hake (1745–1818), Staatsminister, Präsident der Provisorischen Regierungskommission in Stade
- Ernst Friedrich Herbert Graf von Münster (1766–1839), hannoverscher Staatsmann, Kanzler des Guelphen-Ordens
- Friedrich Franz Dieterich von Bremer (1759–1836), hannoverscher Staats- und Cabinetsminister
- Ernst Christian Georg August von Hardenberg (1754–1827), Staats- und Cabinetsminister, Diplomat in Wien
- Adolph Christoph von Hake (1747–1825), hannoverscher General der Infanterie
- Friedrich Carl von Drechsel (1740–1827), britisch-hannoverscher General der Infanterie und Kommandant der Residenzstadt Hannover[3]
- Carl Christian Freiherr von Linsingen (1742–1830), seit 1816 Graf von Linsingen, hannoverscher General der Kavallerie, Chef des Garde-Husaren-Regiments
- Ernst Franz Reichsgraf von Platen-Hallermund (1739–1818), General-Erbpostmeister
- Franz von Reden (1754–1831), Geheimer-Rat, später Staatsminister, Diplomat
- Adolf August Friedrich von der Wense (1754–1836), Kammer-Vicepräsident, Ober-Hof-Bau- und Gartendirektor, seit SHB 1835 nur noch als Geheimer-Rat geführt
- Ludwig Friedrich Graf von Kielmansegg(e) (1765–1850), Oberstallmeister
- Johann Friedrich Graf von der Decken (1769–1840), hannoverscher Generalfeldzeugmeister[2]
- Graf Carl August von Alten (1764–1840), General der Infanterie und Staatsmann,
- Wilhelm Caspar Ferdinand von Dörnberg (1768–1850), General-Major, später General-Lieutenant, Chef des Garde-Kürassier-Regiments, Diplomat

1816
- Clamor Adolf Theodor von dem Bussche-Hünefeldt, (1734–1818), Geheimer-Rat und Landrat im Fürstentum Osnabrück
- Carl Philipp Graf von Hardenberg (1754–1840), Ober-Hofmarschall, später Ober-Hofmeister
- Carl Friedrich Alexander von Arnswaldt (1768–1845), hannoverscher Staats- und Cabinetsminister, Kurator der Universität Göttingen

1819
- Ludwig Karl Georg von Ompteda (1767–1854), hannoverscher Staats- und Cabinetsminister, Diplomat, Ordens-Kanzler (1815 Kommandeur)

1821
- Franz August von Meding (1765–1849), hannoverscher Staats- und Cabinetsminister (1815 Kommandeur)
- Friedrich Graf von Kielmansegge (1768–1851), General-Lieutenant und Kammerherr, Chef des Garde-Grenadier-Regiments (1815 Kommandeur)
- Johann Christian von Düring (1751–1823), Ober-Jägermeister (1816 Kommandeur)
- August von Stralenheim (1777–1847), Präsident des Oberappellationsgerichts, später Staats- und Kabinettsminister und Kurator der Universität Göttingen
- Ernst Friedrich Christian von Lenthe (1753–1824) Ober-Kammerherr, auch Landrat in der Landschaft Calenberg-Grubenhagen (1818 Kommandeur)

1824
- Heinrich von Hinüber (1767–1833), General-Lieutenant und Chef des 5. Infanterie-Regiments (1815 Kommandeur)
- Hans Detlef von Hammerstein (1768–1826), Jurist, Diplomat, hannoverscher Gesandte zum Bundestag in Frankfurt (1815 Kommandeur)
- Georg Heinrich Nieper (1748–1841), Vizepräsident der Interimistischen Regierungskommission in Hannover (1815 Kommandeur)
- Ernst August Rumann (1746–1827), Geheimer-Rat und Chef des Justiz-Departements (1815 Kommandeur)
- Wilhelm Gottfried von Werlhof (1744–1832), Vice-Präsident des Oberappellationsgerichts Celle (1815 Kommandeur)

1825
- Ludewig von Zastrow (vor 1780–1840), Geheimer-Rat, Ober-Jägermeister[4]
- Carl Ludewig von Bar (1765–1841), Ober-Kammerherr[5]

1826
- Georg von Wangenheim (1780–1851), Ober-Hofmarschall (1815 Kommandeur)

1827
- Detlev Barthold von Schrader (1738–1830), Landdrost im Amt Harburg[6]

1830
- Anton Friedrich von Beulwitz  (1770–1840), Ober-Appellationsgerichts-Präsident[7]
- Georg von Schele (1771–1844), Geheimer Rat, Präsident des Ober-Steuer-Kollegiums in Hannover, später Staats- und Kabinettsminister
- Caspar Detlev von Schulte (1771–1846), Staats- und Kabinettsminister, später Staats- und Finanzminister

1831
- Ludwig August Friedrich von dem Bussche-Haddenhausen (1772–1852), General-Lieutenant, Kommandeur der 1. Infanterie-Brigade (ab SHB 1835: 1. Infanterie-Division) (1815 Kommandeur)
- Alexius zu Bentheim und Steinfurt (1781–1866), galt bis 1837 als „Auswärtiges Mitglied des Ordens“

1832
- Justus von Schmidt-Phiseldeck (1769–1851), Geheimer Rat,
- Johann Caspar von der Wisch (1785–1865), Geheimer Rat, später Staats- und Departements-Minister des Innern
- Ferdinand von Malortie (1771–1847), General-Forstdirektor[8]
- Ernst Idel Jobst von Vincke (1768–1845), General-Lieutenant (1815 Kommandeur)[9]

1834
- Sir Henry Wheatley (1777–1852), General-Major, seit 1838 bei den „Auswärtigen Mitgliedern“
- Hans Burchard Otto von der Decken (1782–1839), Geheimer Rat
- Sir Benjamin Stephenson (1766–1839), Generalmajor, britischer Staatsmann, seit 1838 bei den „Auswärtigen Mitgliedern“

1835
- Adolph Graf Grote (1769–1841), Landrat im Fürstentum Lüneburg und tit. Kammerherr[10]

1836
- Siegmund Christian Gustav, Freiherr von Löw zu Steinfurth (1757–1846), General-Lieutenant (1815 Kommandeur)[11]

1837
- Henrich zu Stolberg-Wernigerode (1772–1854), hannoverscher Standesherr wegen Grafschaft Hohnstein
- August Röttiger (1767–1851), General-Lieutenant, Direktor des Armee-Materials
- Werner von der Schulenburg-Wolfsburg (1792–1861), Geheimer-Rat
- Joseph Christian Ernst Ludwig zu Stolberg-Stolberg (1771–1839), hannoverscher Standesherr wegen Grafschaft Hohnstein

1838
- Sir Hugh Halkett (1783–1863), General-Lieutenant, Kommandeur der 2. Infanterie-Division (1815 Kommandeur)
- August von Berger (1765–1850), General-Lieutenant, Abgesandter am preußischen und sächsischen Hof (1815 Kommandeur)
- Ludwig Ernst August von der Wense (1770 – 13. Okt. 1842 in Dorfmark), Landschafts-Direktor im Fürstentum Lüneburg, Abt des Klosters Sct. Michaelis zu Lüneburg[12]
- Börries Wilhelm von Münchhausen (1794 – 2. Okt. 1849 in Hildesheim),[13] Geheimer Kammerrat, 1826–30 in London, 1831–37 hannoverscher Gesandter in Berlin, 1838–40 desgleichen in London, (1830 Kommandeur, 1827 Ritter)
- Friedrich Wilhelm Alexander von Linsingen (1786–1861), Ober-Hofmeister und Kammerherr
- Prinz Bernhard von Solms-Braunfels (1800–1868), General-Leutnant

1839
- Georg Julius Hartmann (1774–1856), General-Lieutenant, Kommandeur der Artillerie-Brigade
- Carl Friedrich von Stralenheim (1782–1848), Geheimer Kabinettsrat, Abgesandter am Bundestag

1840
- Karl Gustav Freiherr von Inn- und Knyphausen-Jennelt (1749–1841), Präsident der Ostfriesischen Landschaft, preuß. Kammerherr[14]
- August Friedrich von dem Bussche (1771–1844), General-Lieutenant (1815 Kommandeur)[15]
- Freiherr Georg von Baring (1773–1848), Generalmajor, Kommandeur der 1. Infanterie-Brigade und Kommandant der Residenzstadt Hannover[16]
- Hans von dem Bussche (1774–1851), Generalmajor, Kommandeur und Inspecteur der leichten Infanterie-Brigade
- August Otto Ludwig von Spörcken (vor 1790 – ca. 1851), Kammerherr, Oberstallmeister, Direktor des Landgestüts Celle (1816–1844)
- Georg Freiherr von Krauchenberg (1776–1843), General-Major, ad int. Kommandeur 1. Kavallerie-Division
- Ernst von Linsingen (1775–1853), General-Major, General-Adjutant des Königs
- Graf von Kielmansegge (1777–1856), General-Lieutenant, Staats- und Kriegsminister
- Hieronymus von der Decken (1781 – 10. April 1845 in Verden), General-Lieutenant, Kommandeur der 2. Kavallerie-Division, Kommandant zu Celle[17]
- Karl Bock von Wülfingen (1772–1852), General-Major, Kommandeur der 4. Infanterie-Brigade
- Engelbert Johann von Marschalck (1766–1845), Geheimer-Rat, Landdrost in Stade
- Georg Wilhelm Friedrich von Platen-Hallermund (1785–1873), Geheimer Rat, General-Erb-Postmeister; Sohn von Ernst Franz von Platen-Hallermund
- Ernst von Bodenhausen (1785–1854), Geheimer Kriegsrat, Gesandter am Wiener Hof
- Andreas Otto Henning, Graf zu Stolberg-Stolberg (1786–1863), Geheimer-Rat, Mitglied des Staatsrats[18]

1841
- Carl Ludwig August Graf von Hardenberg (1791–1865), Ober-Jägermeister[19] (1840 Kommandeur)
- Carl Wilhelm Georg Graf zu Inn- und Knyphausen (1784–1860), Geheimer-Rat, Präsident des Ober-Steuer- und Schatz-Collegiums, ab 1844 Gesandter am Berliner Hof
- August von Steinberg (ca. 1789 – 23. März 1853 in Bodenburg), Ober-Hofmarschall[20]
- Ludwig zu Bentheim und Steinfurt (1812–1890), Erbprinz von Bentheim (1837 Kommandeur)

1842
- Ludwig Hippolyte August Ernst von Monroy (1773 – 6. März 1858 in Celle), Ober-Forstmeister (a. D. seit 1854)[21]

1843
- Georg Friedrich von Falcke (1783–1850), Geheimer-Rat, dann Cabinetsminister

1844
- Ernst von Düring (1778–1851), General-Major (a. D.) (1837 Kommandeur, 1821 Ritter); vgl. Poten Nr. 352.
- Friedrich August Emil von der Osten (1781–1864), Ober-Appellationsgerichts-Präsident[22]
- August Friedrich Adolph Graf von Kielmansegge (1796–1866), Kammerherr, Geheimer Legationsrat, Geschäftsträger in Paris, später Gesandter am Londoner Hof (1815 Ritter)

1845
- Victor Lebrecht (seit 1856: von) Prott (1781–1857), General, Chef des Generalstabs[23]
- Hans von Hattorf (1782 – 7. Januar 1850 in Hannover), General-Major, Kommandeur der 2. Kavallerie-Division und Kommandant der Residenzstadt Hannover[24] (1837 Kommandeur, 1815 Ritter)
- Carl von Beaulieu-Marconnay (1777–1855), General-Major, Oberforstmeister (1815 Kommandeur)
- Georg Müller (1767–1847), General-Lieutenant, Kommandant zu Celle (1832 Kommandeur, 1815 Ritter)

1848
- Wilhelm von Schnehen (1785–1876), General-Major, Kommandeur der 2. Kavallerie-Brigade

1849
- Christian Wynecken (1783–1853), General-Major, Kommandeur der 2. Infanterie-Division

1850
- Georg Wiering (1784–1857), General-Lieutenant (a. D. seit 1853), Kommandeur ad int. der Artillerie-Brigade[25]
- Georg Graf von der Decken (1787–1859), General-Major, Kommandeur der 1. Kavallerie-Brigade
- Leopold von Rettberg (24. Juli 1785 in Westerhof – 30. Okt. 1861 in Hannover), General-Major (a. D. seit 1851), Kommandeur der 1. Infanterie-Brigade und Kommandant der Residenzstadt Hannover[26] (1847 Kommandeur I. Klasse, 1843 Kommandeur II. Klasse, 1817 Ritter)
- Carl Ernst von Malortie (1804–1887), Hofmarschall, Kammerherr und Reisemarschall[27]

1851
- Diedr. Wilh. Ludewig Daniel (5. Aug. 1777 in Münden – 12. Aug. 1855 in Harburg), General-Leutnant, Kommandant zu Harburg[28]
- Gustav, Freiherr von Marschalck (1786 – 5. Okt. 1853 in Hutloh), General-Major, Kommandeur der 3. Infanterie-Brigade[29]; vgl. Poten Nr. 393.

1853
- Eduard August Friedrich, Freiherr von Schele (1805–1875), Staatsminister, 1851–1853 Präsident des Gesamtministeriums, Minister des Königl. Hauses und der auswärtigen Angelegenheiten;

1854
- Eduard Christian von Lütcken (1800–1865), Geheimer Rat, Landdrost, 1853–55 Präsident des Gesamtministeriums
- Eberhard von Brandis (1795–1884), Staatsminister, General-Lieutenant, 1856 Freiherr

1856
- Georg Eduard Ludwig William Howe, Graf von Kielmansegge (1804–1879), Staatsminister
- Justus Christoph Leist (1770–1858), Geheimer Rat, Ober-Appellationsgerichts-Vicepräsident, Staatsminister a. D.
- Karl von Jacobi (1790–1875) Staatsminister a. D., General-Lieutenant, Kommandeur der 2. Infanterie-Division

1857
- Wilhelm Friedrich Otto von Borries (1802–1883), Staatsminister

1858
- Carl Friedrich August von Bothmer (1796–1861), Staatsminister[30]

1861
- Gustav Graf von Platen-Hallermund (1813–1897 ?), Oberstallmeister[31]
- Ernst Heinrich Wilhelm von Tschirschnitz (1796–1873), General-Lieutenant, Divisionär, General-Adjutant des Königs

1862
- Adolf Ludwig Karl Graf von Platen-Hallermund (1814–1889), Staatsminister
- Conrad Poten (1792–1863), General-Lieutenant, Kommandant der Haupt- und Residenzstadt Hannover[32]

1863
- Bernhard von Bothmer (1783–1868), General-Lieutenant a. D.
- August Poten (1789–1867), General-Lieutenant a. D. (1855 Kommandeur I. Klasse)

1864
- Friedrich von Spörcken (1790–1871), General-Lieutenant a. D., Ober-Landstallmeister; vgl. Poten Nr. 412.
- Georg Heinrich Bacmeister (1807–1890), Staatsminister a. D., Landdrost zu Aurich, 1865/66 Innenminister
- Johann Friedrich Wilhelm Wehner (1796–1876), General-Lieutenant z. D.
- Freiherr Otto von Hammerstein (1799–1884), General-Lieutenant z. D.

1865
- Carl Friedrich Müller (1796–1892), General-Lieutenant, Kommandeur der Artillerie-Brigade[33]
- Wilhelm Theodor Gebser (1798–1877), General-Lieutenant, Kommandeur der hann. Kavallerie-Division; vgl. Poten Nr. 434.

Anmerkung: Die folgenden Inhaber des Großkreuzes sind bisher nur einige wenige der „Auswärtigen Mitglieder des Ordens“ in dieser Ordensklasse. Die Gesamtliste der Großkreuz-Verleihungen an Auswärtige umfasst etwa 320 Namen.
- Georg Wilhelm Fürst zu Schaumburg-Lippe (1784–1860) (1815)
- Gebhard von der Schulenburg-Wolfsburg (1768–1818) Braunschweigscher Staatsminister (1815)
- Laval Graf Nugent von Westmeath (1777–1862), österreichischer Feldmarschall-Leutnant (1815)
- Ludwig Graf von Wallmoden-Gimborn (1769–1862), österreichischer Feldmarschall-Leutnant (1815)
- Klemens Wenzel Fürst Metternich, österreichischer Staatsmann (1816)
- Arthur Wellesley, 1. Duke of Wellington (1769–1852), britischer Feldmarschall (1816)
- Henry Paget, 1. Marquess of Anglesey (1768–1854), britischer Feldmarschall (1816)
- Charles Stewart, Lord Stewart (1778–1854), britischer General, später 3. Marquess of Londonderry (1816)
- Robert Stewart, Viscount Castlereagh (1769–1822), britischer Staatsmann, später 2. Marquess of Londonderry (1821)
- Thomas Hampden-Trevor, 2. Viscount Hampden (1746–1824), britischer Politiker (1816)
- Fürst Nikolaus II. Esterházy de Galantha (1765–1833), Chef der Nobelgarde, Majoratsherr (1816)
- Fürst Paul III. Anton Esterházy de Galantha (1786–1866), österreichischer Staatsmann (1816)
- Fürst Blücher von Wahlstadt (1742–1819), preußischer Feldmarschall (1816)
- Carl Philipp, Fürst zu Schwarzenberg (1771–1820), österreichischer Feldmarschall (1816)
- Fürst Michael Andreas Barclay de Tolly (1761–1818), russischer Feldmarschall und Kriegsminister
- Carlo Andrea Pozzo di Borgo (1764–1842), (aus Korsika stammender) russischer Diplomat (1816)
- Sir William Henry Clinton (1771–1829), britischer General-Lieutenant (1816)
- The Honorable Sir Charles Colville (1770–1843), britischer General-Major (1816)
- Sir James Kempt (1765–1854), britischer General-Major (1816)
- Sir George Don (1756–1832), britischer General und Gouverneur von Gibraltar
- Lord Hill (1772–1842), britischer General (1816)
- Sir George Murray (1772–1846), britischer General-Lieutenant (1816)
- August Otto von Grote (1747–1830), preußischer Diplomat in Hamburg und „Grand maître de la garderobe“ (1816)
- Sir Robert MacFarlane (1771–1843), britischer General-Lieutenant (1816)
- Charles Stanhope, 3. Earl of Harrington (1753–1829), britischer General (1816)
- George Cholmondeley, 1. Marquess of Cholmondeley (1749–1827), britischer Politiker, Lord Steward of the Household (1816)
- Josef Wenzel Graf Radetzky (1766–1858), österreichischer Feldmarschall (1817)

- Großfürst Alexander Nikolajewitsch (1818–1881), ab 1855 als Alexander II. Zar des Russischen Reiches (1838)[34][35]
- Johann Ernst von Alvensleben (1758–1827), braunschweigischer Staatsmann (1824)
- Christian Günther Graf von Bernstorff (1769–1835), dänischer und preußischer Minister[35]
- Joseph Ignaz Graf von Beroldingen (1780–1868), Offizier und Diplomat im Dienste des Königs von Württemberg
- Thomas Brisbane (1773–1860), englischer Astronom und Gouverneur in Australien (1831)
- Ferdinand I. (1793–1875), Kaiser von Österreich[35]
- Julius Freiherr von Haynau (1786–1853), österreichischer Feldzeugmeister und Inhaber des Infanterieregiments Nr. 59
- Ferdinand Georg August Herzog von Sachsen[36]
- Friedrich III. von Hessen-Kassel (1747–1837), Prinz und Offizier[35]
- Friedrich Wilhelm IV. (1795–1861), König von Preußen[35]
- August Otto von Grote (1747–1830), preußischer Minister und Diplomat (1815)
- Sir Colin Halkett (1774–1856), britischer Offizier (1820, 1815 Kommandeur)
- Ernst Prinz zu Hessen-Philippsthal-Barchfeld (1789–1850), russischer General[35]
- Leopold Georg Christian Friedrich Herzog von Sachsen[36]
- Eugen Reichsfreiherr von Maucler (1783–1859), württembergischer Politiker und Bibliophiler
- Moritz von Sachsen-Altenburg (1829–1907), Prinz von Sachsen-Altenburg
- Theodor Franz Christian von Seckendorff (1801–1858), preußischer Diplomat
- Gebhard Graf von der Schulenburg-Wolfsburg (1763–1818), Großgrundbesitzer
- Anton zu Stolberg-Wernigerode (1785–1854), preußischer Staatsminister, (1841)
- Ludwig Freiherr von der Tann-Rathsamhausen (1815–1881), bayerischer General der Infanterie
- George FitzClarence, 1. Earl of Munster (1794–1842), britischer Generalmajor (1833)
- Friedrich Adolf Freiherr von Willisen (1798–1864), preußischer General der Kavallerie und Diplomat (1857)

## Kommandeur (vor 1841)
1815
- Otto Ludwig von Schlepegrell (1754–1820), Oberappellationsgerichts-Präsident in Celle
- Friedrich Graf von Kielmansegge (1768–1851), General-Lieutenant, Kammerherr, Chef des Infanterie-Regiments Calenberg (1821 Großkreuz)
- Wilhelm Gottfried von Werlhof (1744–1832), Vice-Präsident des Oberappellationsgerichts Celle (1824 Großkreuz)
- Franz August von Meding (1765–1849), Geheimer-Rat, Berghauptmann, später Staats- und Kabinettsminister (1821 Großkreuz)
- Ludwig Karl Georg von Ompteda (1767–1854), Geheimer-Rat, Diplomat (1819 Großkreuz)
- Siegmund Christian Gustav, Freiherr von Löw zu Steinfurth (1757–1846), General-Lieutenant (1836 Großkreuz)
- Heinrich von Hinüber (1767–1833), General-Lieutenant, Chef des 5. Infanterie-Regiments (Lüneburg) (1824 Großkreuz)
- Hans Detlef von Hammerstein (1768–1826), Geheimer-Rat (1824 Großkreuz)
- Georg von Wangenheim (1780–1851), Hofmarschall (1826 Großkreuz)
- Georg Heinrich Nieper, Geheimer-Rat, Regierungs-Vizepräsident und Ordens-Vizekanzler, (1824 Großkreuz)
- Georg August Freiherr von Best, Geheimer-Rat in London
- Ernst August Rumann (1746–1827), Geheimer-Rat, Chef Justiz-Departement (1824 Großkreuz)
- Engelbert Johann von Marschalck, Regierungs-Rat zu Stade (1840 Großkreuz)[37]
- August Wilhelm Rehberg (1757–1836), Geheimer-Kabinettsrat
- Georg Friedrich von Martens (1756–1821), Geheimer-Kabinettsrat, Diplomat
- Friedrich von Arentsschildt (1755–1820), General-Major, Chef 3. Husaren-Regiment (Göttingen)
- Albrecht von Estorff (ca. 1760–1840), General-Major, Chef 4. Husaren-Regiment „Prinz-Regent“ (Lüneburg)
- Ludwig August Friedrich von dem Bussche-Haddenhausen (1772–1852), General-Major, Chef 3. Infanterie-Regiment (Hildesheim) (1831 Großkreuz)
- Ernst Idel Jobst von Vincke (1768–1845), General-Major, Chef 9. Infanterie-Regiment „Herzog von York“ (Osnabrück) (1832 Großkreuz)[38]
- Carl Conrad Best (1765–1836), General-Major, Chef 7. Infanterie-Regiment Celle
- Sir Hugh Halkett (1783–1863), General-Major, Chef 4. Infanterie-Regiment (Hoya) (1838 Großkreuz)
- August von Berger (1765–1850), Oberst, Chef 9. Infanterie-Regiment (Verden) (1838 Großkreuz)
- Sir Julius Hartmann, Oberst (1821 Gen.-Maj.) der Artillerie
- August Friedrich von dem Bussche (1771–1844), Oberst (1821 Gen.-Maj.), Chef 1. (Bremensches) Ulanen-Regiment (1840 Großkreuz)
- Carl von Beaulieu-Marconnay (1777–1855), General-Major, Oberforstmeister (1845 Großkreuz)
- August von Klencke (1779–1825), Oberst-Lieutenant, Kommandeur des leichten Bataillons Lüneburg (1821 Oberst, Chef 2. Infanterie-Regiments)
- Ludwig Heinrich Philipp von Ramdohr (1762–1831), Oberst-Lieutenant (1821 Oberst, vormals …) Kommandeur des leichten Bataillons Osnabrück
- von Robertson, Oberst-Lieutenant, Kommandeur des vormaligen 1. Linien-Bataillons der King’s German Legion
- Konrad Ludwig Georg Baring (1773–1848), Oberst-Lieutenant, Kommandeur des 1. Grenadier-Garde-Bataillons (1821 „beim Garde-Grenadier-Regiment“), später Generalleutnant, (1840 Großkreuz)
- von Petersdorff, Oberst-Lieutenant, Kommandeur des vormaligen 8. Linien-Bataillons der King’s German Legion
- Julius von Schkopp, Oberst-Lieutenant, Kommandeur des Grenadier-Bataillons Bremen (1821 beim 7. Infanterie-Regiment)
- Ludwig Friedrich Wilhelm Ernst Graf von Münster, Oberst-Lieutenant, Oberforstmeister, Kommandeur des Landwehr-Bataillons Osnabrück (1821 nur Oberforstmeister)
- Friedrich Christian von Hammerstein, Oberst-Lieutenant, Kommandeur des Landwehr-Bataillons Salzgitter (1821 Oberst, Forstmeister zu Clausthal)

1816
- Johann Christian von Düring (1751–1823), Geheimer Rat, General-Forst-Direktor, dann Ober-Jägermeister
- Carl Ludewig von Bar, Kammerherr [Vater von Carl Ludwig von Bar]
- August von Honstedt, General-Major, von der vormaligen King’s German Legion
- Victor von Alten, General-Lieutenant, Chef 2. (Osnabrücksches) Husaren-Regiment
- Hartwig Johann Christoph von Hedemann (1756–1816), General-Major und Commandant von Hannover
- Ludewig von Zastrow († 1840), Oberforstmeister zu Harburg, (1825 Großkreuz)
- Detlev Barthold von Schrader (1738–1830), Landdrost zu Harburg (1827 Großkreuz)
- Hans von dem Bussche, Oberst-Lieutenant, Kommandeur Garde-Jäger-Bataillon

1818
- Sir Friedrich von Wissel (ca. 1765–1820), Oberst, Kommandeur 2. Garde-Bataillon
- Johann Christoph Salfeld (1750–1829), Konsistorial-Direktor, Abt zu Loccum
- Carl Wilhelm August von Stralenheim (1777–1847), Kanzlei-Direktor zu Göttingen, dann Oberappellationsgerichts-Präsident zu Celle (1821 Großkreuz)
- Carl August Friedrich von Voß (1750–1820), Landrat in der Hoyaschen Landschaft und Ober-Jägermeister
- Ernst Friedrich (Christian) von Lenthe (1753–1824), Ober-Kammerherr, auch Landrat bei der Calenberg-Grubenhagenschen Landschaft
- Herbord Sigismund Ludwig von Bar (1763–1844), Regierungspräsident zu Osnabrück, Erb-Landdrost des Fürstentums Osnabrück
- Adolph Graf von Grote (1769–1841), hannoverscher Gesandter zu Paris

1819
- Maximilian Friedrich von Böselager, Landdrost zu Osnabrück
- Ernst Ludwig Christian von Seebach (Vater von Christian von Seebach), Oberforstmeister in den Fürstentümern Grubenhagen und Göttingen, auch Drost zu Marienstein
- Ferdinand von Malortie (1771–1847), General-Forst-Direktor

1820
- Rudolph Albrecht Bodecker, General-Major, Chef des 10. Infanterie-Regiments
- August von Reizenstein, Oberstlieutenant beim Garde-Cuirassier-Regiment
- Georg von Hinüber, Geheimer Legationsrat
- August Röttiger, General-Major, Kommandeur des Artillerie-Regiments (1837 Großkreuz)

1821
- Caspar Detlev von Schulte (1771–1846), Geheimer Rat und Kammer-Direktor (1830 Großkreuz)
- Georg von Schele (1771–1844), Geheimer-Rat und Präsident des Ober-Steuer-Collegiums (1830 Großkreuz)
- Anton Friedrich von Beulwitz (1770–1840), 1820 Vizepräsident, 1828 Präsident des Oberappellationsgerichts (1830 Großkreuz) [s. SHB 1841 Anhang]
- Johann Friedrich Blumenbach (1752–1840), Ober-Medizinalrat, Professor in Göttingen
- Werner von dem Bussche(-Haddenhausen) (1773–1842), Oberst-Lieutenant, später General-Major, beim Leib-Cuirassier-Regiment
- Paul Graf von Merveldt (1770–1848), Kammerherr, Landrat der Hildesheimschen Landschaft, Diplomat in Wien

1822
- Sir Victor von Arentsschildt (1778–1841), General-Major
- Karl Wilhelm Hoppenstedt (1769–1826), Geheimer Kabinettsrat, dann Geheimer Justizrat und Unterstaatssekretär in Hannover[39]
- David August Martin (1764–1829), Generalmajor und Generaladjudant, Chef des 6. Infanterie-Regiments

1823
- Prinz Friedrich Albrecht August von der Lippe-Detmold, Oberst-Lieutenant im 1. Ulanen-Regiment, 1829 erhielt er auf eigenen Wunsch den Abschied als Oberst und ging nach Wien, wo er – ebenfalls mehr der Form halber – in Militärdienst trat.

1824
- Wilhelm von Linsingen (1756–1839), General-Major, Chef des 1. Infanterie-Regiments (1815 Ritter)

1825
- Victor Prott (1781–1857), General-Quartiermeister-Lieutenant, Oberst-Lieutenant beim Ingenieur-Corps
- Ernst Georg Ludewig von Campe (1781–1829), Landdrost zu Hannover
- Freiherr Grote, Kriegskanzlei- und Ober-Zolldirektor
- Wilhelm Carl Ernst Freiherr Knigge (1771–1839), Schloßhauptmann zu Hannover
- Georg Wilhelm Friedrich, Graf von Platen-Hallermund (1785–1873), Oberschenk
- Johann Caspar von der Wisch, Landdrost zu Aurich

1826
- August Otto Ludewig von Spörcken, Vize-Oberstallmeister, Kammerherr
- Hans Burchard Otto von der Decken (1769–1838), Landdrost zu Lüneburg

1827
- Christian Ludewig von Plato, Exc., Landschafts-Direktor im Fürstentum Lüneburg
- Carl Friedrich Freiherr von Stralenheim (1782–1848), Geheimer-Kabinettsrat und Diplomat
- Georg Ludwig Nieper (1778–1832), hannoverscher Landdrost in Hildesheim
- Bodo Friedrich von der Wense, Vizepräsident des Oberappellationsgerichts

1829
- Wilhelm Dietrich Hermann Flebbe (1755–1837), Geheimer Kammerrat

1830
- Adolf Friedrich Burchard von Hinüber (1769–1845), (Justiz-)Kanzleidirektor zu Hannover[40]
- Georg Christian Franz Wedemeyer, (Justiz-)Kanzleidirektor zu Göttingen
- Georg Ernst Friedrich Hoppenstedt (1779–1858), Geheimer Kabinettsrat, Ordensvizekanzler
- Borries Wilhelm von Münchhausen, Geheimer Kabinettsrat
- Johann Georg Ludwig Möller, Geheimer Legationsrat, Ordens-Sekretär
- Hanach Bogislaw von Dzierzanowsky, General-Major, Platz-Kommandant zu Celle
- Ludewig von Monroy, Oberforstmeister in Celle = Louis Hippolyte August Ernst von Monroy (1773–1858)?
- Dietrich August Adolph von Wersebe (1751–1831) zu Meyenburg, Landdrost zu Stade
- August von Wissell, General-Major, Chef d. 6. Regim. (Herzog-von-Cumberland-Ulanen)
- Georg Krauchenberg, Oberst beim 3. Regiment (Herzog von Cambridge-Husaren), Flügel-Adjudant der Kavallerie im Kgl. Generalstab
- Wilhelm Aly, Oberst beim 2. Regiment (Königin-Husaren)
- Franz Ernst August von Reden, Kammerherr und Schatzrat
- Just Philipp Rose, Geheimer Kabinettsrat[41]
- Georg Friedrich Freiherr von Falcke (1783–1850), Geheimer Kabinettsrat
- Ernst von Linsingen, Oberst-Lieutenant, Flügel-Adjudant der Kavallerie (1840 Großkreuz)

1831
- Graf von der Schulenburg-Wolfsburg (1792–1861), Geheimer Rat
- Gottlieb Jakob Planck, Professor, Oberkonsistorialrat
- Claus Otto Benedix von der Decken (1756–1841), Oberhauptmann zu Neuhaus a. d. Elbe
- Johann Samuel von Berger (1756–1838), General-Major, Kriegsrat
- Sir Benjamin Charles Stephenson (1766–1839), General-Major,
- Sir Henry Wheatley, General-Major

1832
- Johann Andreas Stromeyer, Ober-Appellations-Rat (für Lüneburg)
- Ferdinand Heinrich Brandis, (Justiz-)Kanzleidirektor in Aurich
- Godehard Joseph Osthaus, Bischof von Hildesheim
- Alexander von Bothmer (1780–1840), Oberst beim 1. leichten Bataillon, pens. 1838 als Generalmajor
- Wilhelm August von Rudloff, General-Postdirektor
- Friedrich Wilhelm Alexander von Linsingen, Kammerherr
- Ernst Graf von Kielmansegge, Oberst-Lieutenant (a. D.)

1833
- Heinrich Brückmann († 1834), General-Major (a. D.)[42]
- Ernst August von Werlhof (1778–1857), Ober-Justizrat
- Friedrich August Emil von der Osten (1781–1864), Oberappellationsgerichts-Vizepräsident

1834
- Graf Ferdinand von Kielmansegge, General-Major, dann GenLt., Kommandeur der Kavallerie-Division
- Arnold Heeren (1760–1842), Hofrat und Professor, Historiker
- Ernst von Bodenhausen, Geheimer Kriegsrat, Diplomat in Wien

1835
- Georg August Christian Kestner (1777–1853), Legationsrat, Geschäftsträger beim Päpstlichen Hof
- Hieronymus von der Decken (1781–1845), Generalmajor, Kommandeur 2. Kavallerie-Brigade (1840 Großkreuz)[43]
- Georg Christoph Lichtenberg (1786–1845), Geheimer Legationsrat, Ordenssekretär[44] [Sohn von Georg Christoph Lichtenberg]

1836
- Wilhelm von der Decken, Oberst (a. D.)

1837
- Hans von Hattorf, Oberst, Kommandeur 1. Kavallerie-Brigade (1815 Ritter)
- Ludewig Ernst August von der Wense, Landschafts-Direktor zu Lüneburg
- Wilhelm Otto von der Decken, Ritterschafts-Präsident von Bremen-Verden, Schatzrat (1831 Ritter)
- Borries Friedrich Carl, Freiherr von Hammerstein (1781–1844), Kammerherr (1830 Ritter)
- Friedrich Wilhelm von Dachenhausen, Landdrost zu Hannover (1830 Ritter)
- Christian Johann Friedrich, Graf von Kielmansegge, (Justiz-)Kanzleidirektor zu Celle
- Ernst von Düring, General-Major, Brigadier und Inspekteur der leichten Truppen
- August von Steinberg, Oberschenk
- Carl von Marschalck, Oberst (in Geesthof bei Stade)
- Ludwig zu Bentheim und Steinfurt (1812–1890), Erbprinz von Bentheim (1841 Großkreuz)

1838
- Carl Wilhelm Georg, Graf zu Inn- und Knyphausen, Kammerherr, Geheimer Rat
- Rudolph Wilhelm Rumann (1784–1857), Stadtdirektor von Hannover
- Graf von Stolberg-Stolberg, (nur SHB 1838: Stolberg-Söder), Geheimer Rat (Hildesheim?)
- Graf von Blome, Geheimer Rat (seit SHB 1839 bei den Auswärtigen Mitgliedern: kgl. dän. Kammerherr und OTL)
- Carl von Bock, General-Major, Kommandeur 4. Infanterie-Brigade
- Justus Christoph Leist, Geheimer Kabinettsrat, dann Oberappellationsgerichts-Vizepräsident
- Graf von Wedel-Gödens auf Evenburg, Kammerherr (nicht Carl von Wedel (Staatsrat)!)

1839
- D. Johann Stieglitz (1767–1840), Obermedizinalrat, Leibmedikus
- Georg Anton Diedrich von Düring (1780–1872), General-Major, Kgl. General-Adjudant
- Karl Gustav, Freiherr von Inn- und Knyphausen-Jennelt, Präsident der Ostfriesischen Landschaft
- Johann Georg Wilhelm Meyer, (Justiz-)Kanzleidirektor zu Osnabrück

1840
- Friedrich Freiherr von Poten (1779–1845), General-Major, Kommandeur der 4. Kavallerie-Brigade[45]
- Carl Bremer, Oberst, ad interim Kommandeur der 2. Kavallerie-Brigade [sonst 3. Kavallerie (Dragoner-)Regiment]
- Karl Friedrich Ferdinand von Witzleben (1777–1845), General-Major (a. D.), in Hannover[46]
- Georg Wiering, Oberst, bei der Artillerie
- Carl Wilhelm Ludwig Adolph von Kronenfeldt (1782–1841), General-Major (pensioniert)
- Arnold von der Decken (1779–1856), General-Major, Kommandeur der 2. Infanterie-Brigade
- Friedrich August Heinrich von Hodenberg (1774–1862), General-Major, Kommandeur ad interim der 4. Infanterie-Brigade
- Friedrich Carl Wilhelm Jacobi († 1844), Ober-Justizrat (Mitglied des Staatsrats) (1829 Ritter)
- Carl Graf von Wedel, Landdrost
- Wilhelm Johann Ernst von Plato, Oberforstmeister, zu Hitzacker
- Adolph von Voß (1788–1858), Kammerdirektor, auch Landrat in der Grafschaft Hoya
- Philipp Ernst von Landesberg (1784–1853), Landdrost zu Hildesheim
- Anton Friedrich Christian von Wersebe (1784–1841), Landdrost zu Aurich
- Ernst Georg August Friedrich von der Wense, Landdrost zu Lüneburg
- Carl Ludwig August Graf von Hardenberg (1791–1865), Oberjägermeister (1841 Großkreuz)
- August Friedrich Adolph, Graf von Kielmansegge, Kammerherr, Legationsrat, Geschäftsträger in London
- Prinz Julius von Bentheim-Steinfurt (Durchl.)

Anmerkung: Die vorstehende Liste enthält nur die 155 Verleihungen an inländische (= hannoverische) Mitglieder des Ordens in der Kommandeur-Klasse bis 1840. Daneben gab es etwa 329 „Auswärtige Mitglieder“, die mit dem Orden dieser Klasse beehrt wurden.
- Sir Colin Halkett (1774–1856), britischer General-Lieutenant (1815; 1820 Großkreuz)
- Sir William Congreve, hannoverscher General-Major à la suite (1816)
- Francis de Rottenburg (1757–1832), britischer General-Lieutenant (1817)
- Johann Elias Olfermann (1776–1822), braunschweigischer und britischer General-Lieutenant
- Sir Home Riggs Popham (1762–1820), britischer Konteradmiral (1818)
- Friedrich Ludwig von Münchhausen (1758–1827), Jurist (1819)

- Sir John Conroy, 1. Baronet (1786–1854), britischer Hofbeamter (1827)
- Sir Augustus Frederick d’Este (1794–1848) (1830 Kommandeur)
- William Howe Mulcaster (1786–1837), britischer Marineoffizier (1831)
- Sir Nesbit Willoughby (1777–1849), britischer Admiral (1832)
- Phineas Riall (1775–1850), britischer General (1833)
- Edmund Lyons, 1. Baron Lyons (1790–1858), britischer Admiral und Diplomat (1835)
- Sir John Franklin (1786–1847), britischer Polarforscher, Konteradmiral und Gouverneur von Tasmanien (1836)
- James Bremer (1786–1850), britischer Konteradmiral (1836)
- Sir George Arthur (1784–1854), General-Major, britischer Kolonialgouverneur
- Andrew Clarke (1793–1847), Oberst-Lieutenant, Gouverneur von Western Australia (1837 Ritter)

- Sir Robert Henry Dick (1785–1846), britischer Generalmajor
- Sir Benjamin D’Urban (1777–1849), britischer Generalleutnant und Gouverneur
- Sir Francis Bond Head, 1. Baronet (1793–1875), britischer Schriftsteller und Politiker
- Sir James Hillyar (1769–1843), britischer Konteradmiral
- Sir John Harvey (1778–1852), britischer Offizier und Kolonialadministrator

## Kommandeur I. Klasse (ab 1841)
1841
- Friedrich A. L. C. von Uslar-Gleichen (um 1779–1848), General-Major, Kommandeur der 3. Kavallerie-Brigade (a. D. seit 1846)[47]
- Carl Otto Unico Ernst von Malortie (1804–1887), Oberschenk, Kammerherr, Reisemarschall

1844
- Georg Friedrich Jochmus (1772–1846), Konsistorial-Direktor (1835 Ritter)[3]

1845
- Georg Graf von der Decken (1787–1859), General-Major, Kommandeur der 1. Kavallerie-Brigade (1850 Großkreuz)

1846
- Urban Cleve (um 1781–1855), General-Major (1849 a. D.), Kommandeur der 2. Kavallerie-Brigade (1821 Ritter)[48]
- Diedr. Wilhelm Ludwig Daniel (1777–1856), General-Major, Kommandant zu Harburg (1851 Großkreuz)[49] (1816 Ritter)
- Friedrich von Gilsa († 1849), General-Major, Kommandant zu Einbeck (1816 Ritter)
- Andreas von Schlütter (1781–1863), General-Major zu Stade, Capitain des Elb-Zoll-Wachtschiffes (1815 Ritter)
- Wilhelm August Ivan von Hodenberg (1786–1861), Landschafts-Direktor des Fürstentums Lüneburg
- Eduard Christian von Lütcken, Landdrost zu Osnabrück (1854 Großkreuz)

1847
- Christian Wyneken, General-Major, Kommandeur der 3. Infanterie-Brigade (1816 Ritter, 1843 Kommandeur II. Klasse)
- Leopold von Rettberg, General-Major, Kommandeur der 1. Infanterie-Brigade (1850 Großkreuz, 1843 Kommandeur II. Klasse, 1817 Ritter)
- Wilhelm von Schnehen (1785–1876), General-Major, Kommandeur der 4. Kavallerie-Brigade (1848 Großkreuz, 1843 Kommandeur II. Klasse, 1821 Ritter)
- Georg Ludolph Heinrich Maximilian von Avemann, (Justiz-)Kanzlei-Direktor zu Hildesheim, (1845 Kommandeur II. Klasse, 1821 Ritter)

1848
- Gustav Freiherr von Marschalck, General-Major, Kommandeur der 3. Infanterie-Brigade (1843 Kommandeur II. Klasse, 1817 Ritter)

1850
- C. Jacobi (1790–1875), General-Major beim Generalstab, Staatsminister (1843 Kommandeur II. Klasse,)
- Wilhelm von Ludowig, General-Major, Kommandeur der 2. Infanterie-Brigade (1843 Kommandeur II. Klasse)
- Wilhelm Graf von Münster, General-Major, Kommandeur der 3. Kavallerie-Brigade (1830 Ritter)
- Hartwig von Witzendorff, General-Major, Kommandeur der Land-Gendarmerie (1846 Kommandeur II. Klasse, 1820 Ritter) (erscheint nach 1851 nicht mehr im SHB)

1851
- Alexander von Münchhausen (1813–1886), Staatsminister a. D.
- August Heinrich Rumann (1788–1873), (Domänen-)Kammerdirektor zu Hannover
- Ernst Friedrich Wilhelm, Freiherr von Bülow (1801–1861), seit 1841 Landdrost zu Stade, seit 1855 zu Hannover[50] (1846 Kommandeur II. Klasse, 1844 Ritter, 1843 Vierte Klasse; Vater von Ernst von Bülow)
- Johann Christian von Düring, Ober-Forstmeister
- Bechtold, Graf von Bernstorff-Gartow (1803–1890) (1846 Kommandeur II. Klasse, 1839 Ritter)
- Friedrich August Theodor von dem Bussche (1791–1855), Kammerherr, Theaterintendant (1841 Kommandeur II. Klasse)
- Ernst Carl Gebhard von Bennigsen (1789–1869), Oberst z. D., hannoverscher Bevollmächtigter bei der Bundes-Militair-Kommission zu Frankfurt (1846 Kommandeur II. Klasse)
- Bernhard von Bothmer (1783–1868), General-Major

1852
- Ernst August von Hodenberg (1787–1858), General-Major, Kommandant zu Verden
- Friedrich Wyneken, General-Major a. D. (schon vor 1842 als Oberst) zu Celle
- Johann Friedrich Heinrich Luttermann (1774–1855), General-Major a. D.[51]
- Arnold Anton Friedrich Meyer († 1853), Geheimer Finanzrat, Ober-Zahlmeister (91 Jahre)[52] (1843 Kommandeur II. Klasse)

1853
- Eberhard Freiherr von Brandis, General-Major, Staatsminister (1854 Großkreuz)
- Bodo Albrecht von Stockhausen, Geheimer Legationsrat und Kammerherr, Diplomat in Wien
- Carl Hanbury († 1857), Geheimer Legationsrat, Gesandter am oldenburgischen Hof[53]
- Carl Friedrich Gauß, Professor, Geheimer Hofrat

1854
- Adolf Wedemeyer, Staatsminister
- Ernst von Lenthe (1799–1856), Staatsminister
- Wilhelm von Tschirschnitz, Oberst und Kgl. General-Adjudant (1861 Großkreuz)
- Gustav Graf von Platen-Hallermund, Vice-Oberstallmeister (1861 Großkreuz)

1855
- Carl Friedrich Julius von Lenthe, Ober-Forstmeister a. D., Landrat
- August Poten, General-Major, Kommandant der Land-Gendarmerie
- Ludwig von Berger, General-Major, Kommandeur der 1. Infanterie-Brigade

1856
- Wilhelm Friedrich Otto von Borries, Staatsminister
- Friedrich von Bothmer, Staatsminister
- Freiherr von Wangenheim, Präsident des Schatz- und Ober-Steuerkollegiums
- Johann Carl Ludwig August „Louis“ von Landesberg (1787–1864), General-Major a. D.[54]
- Alexander von Dachenhausen, General-Major, Kommandeur der 2. Kavallerie-Brigade; 1865: General-Lieutenant z. D.
- Conrad Poten (1792–1863), General-Major, Kommandeur der 1. Kavallerie-Brigade (1862 Großkreuz, 1827 Ritter)
- Bernhard Emmerich Adolph Alexander Freiherr von Uslar-Gleichen, Ober-Appellationsrat a. D. (1850 Ritter)
- Gerlach Ernst Albrecht Johann von dem Knesebeck, Berghauptmann

1857
- Eduard Jakob Wedekin, Bischof von Hildesheim
- Carl Friedrich Müller, General-Major, Kommandeur der Artillerie-Brigade
- Carl von Bar, Landdrost zu Hildesheim
- Georg Herbert Graf zu Münster, Erb-Landmarschall, Diplomat
- Carl August Rudloff, Ober-Appellationsrat a. D.

1858
- Graf von Platen-Hallermund, Staatsminister
- Heinrich Bergmann, Geheimer Rat, Konsistorial-Direktor zu Hannover
- Friedrich von Spörcken, General-Major a. D., Ober-Landstallmeister zu Celle
- Theodor von Quistorp, General-Major, Kommandeur der 3. Infanterie-Brigade
- Karl August Pfannkuche, General-Major, Direktor des Armee-Materials

1859
- Ernst Ludwig von Reichmeister, Obergerichts-Direktor a. D.
- Friedrich Kohlrausch, General-Schuldirektor

1860
- Georg Heinrich Bacmeister, Staatsminister a. D., Landdrost zu Aurich
- Georg Ludwig von Torney, Landdrost zu Lüneburg
- Friedrich Wilhelm Heise, Landdrost zu Stade
- Prinz Ernst zu Solms-Braunfels (Durchl.)
- Prinz Georg zu Solms-Braunfels (Durchl.)
- Germann Erich Ludwig von Bar, Staatsminister und Erb-Landdrost (Osnabrück)
- Wilhelm von Hassell, General-Major, Direktor der Armee-Remonte-Kommission
- Freiherr von Hammerstein-Loxten, Staatsminister a. D.
- Friedrich Schomer, Oberst, Generalsekretär des Kriegsministeriums

1861
- Johann Friedrich Wilhelm Wehner, General-Lieutenant, Kommandeur der 2. Infanterie-Division
- Wilhelm Theodor Gebser, General-Major, Kommandeur der 1. Kavallerie-Brigade
- Ernst von Hedemann, General-Major, Hofmarschall, Reisemarschall und extraord. Kgl. Flügel-Adjudant
- Freiherr von Slicher, Oberst a. D., extraord. Kgl. Flügel-Adjudant (Dekoration mit der Schleife)
- Hans Georg Meyer, General-Lieutenant, Stallmeister und Armee-Bereiter

1862
- August Friedrich Wilhelm Burchard von Oldershausen († 1863), Kammerherr a. D. (1851 Kommandeur II. Klasse)
- Carl Freiherr von Hammerstein(-Esquord) (1782–1867), Ober-Forstmeister
- Otto Freiherr von Hammerstein(-Loxten), General-Lieutenant, Kommandeur der Kavallerie-Division (1864 Großkreuz)
- Christian Friedrich Schultz (1794–1878), General-Major, Bevollmächtigter bei der Bundes-Militär-Kommission in Frankfurt a. M.
- Friedrich von Schwanewede, General-Major, Kommandeur der 2. Kavallerie-Brigade
- Carl Ludwig (von) Bar, Geheimer Finanzdirektor
- Karl Franz Georg Albrecht (1799–1873), General-Zolldirektor
- August von Brandis, General-Postdirektor
- Adolph Rechtern, General-Major, Kommandant zu Stade
- Friedrich von Issendorff, Oberst z. D., extraord. Kgl. Flügel-Adjudant
- Friedrich Ernst von Frese, Oberst z. D., extraord. Kgl. Flügel-Adjudant

1863
- Carl Adolph Jäger, General-Major z. D., 1864 General-Lieutenant z. D.
- von dem Bussche-Münch, Oberschenk a. D.
- Otto, reg. Graf von Stolberg-Wernigerode (Erlaucht) (1837–1896)
- Emil Karl Friedrich Meyer (1792–1861), General-Major a. D.
- Ernst von der Wense (1791–1875), Drost, Landes-Ökonomierat
- Christian von Seebach (1793–1865), Oberforstmeister

1864
- Karl Adolf von Lex (1808–1883), Geheimer Kabinettsrat
- Friedrich Rupstein (1794–1876), Abt des Klosters Loccum., Oberkonsistorialrat
- Friedrich Georg Hartmann (1802–1876), Generaldirektor der Eisenbahnen und Telegraphen

1865
- von Düring, Oberappellationsgerichts-Präsident
- von dem Knesebeck, Landschafts-Direktor
- Freiherr Knigge, Oberkammerherr
- Zimmermann, Staatsrat, Ministerresident bei den freien Hansestädten
- Dammert, General-Lieutenant, Kommandeur des Ingenieurkorps
- von Sichart, General-Lieutenant, Chef des Generalstabs
- Bernhard von dem Knesebeck (1817–1887), General-Major, Kommandeur der 1. Infanterie-Brigade
- von Goeben, General-Major a. D.

Anmerkung: Die vorstehende Liste enthält nur die 104 inländischen (= hannoverischen) Mitglieder des Ordens in der I. Kommandeur-Klasse zwischen 1841 und 1865. Daneben gab es aus dieser Zeit noch etwa 153 „Auswärtige Mitglieder“, die mit dieser Klasse des Ordens beehrt wurden.
- Adam Ernst Rochus von Witzleben (1791–1868), Großherzoglich-Oldenburgischer Kammerherr und Hofbeamter (1840)
- Friedrich Freiherr von Teuchert (1797–1872), österreichischer Feldzeugmeister und zweiter Inhaber des k. k. Linien-Infanterie-Regiments Nr. 59 (1848; 1846 Ritter)
- Antonie Frederik Baron van Omphal (1788–1863), niederländischer Generalleutnant (1849)
- Johann August Freiherr von Wächter (1807–1879), Diplomat und später Außenminister des Königreichs Württemberg (1852)

## Kommandeur II. Klasse (ab 1841)
An Hannoveraner wurde diese Ordensklasse bis Anfang 1865 etwa 254 mal verliehen, darunter
- Carl von Jacobi (1790–1875) hannoverscher General und Kriegsminister, 1843 (I. Klasse 1850)
- Ferdinand von Dobeneck (1791–1867), preußischer Oberst, 1843 (dann, 1851 als GenLtn a. D.: I. Klasse)
- Georg Ludwig Friedrich Laves (1788–1864), Ober-Hofbaudirektor[55] (1851)

- Friedrich August Wilhelm Niemeyer (1801–1877), Geheimer Kriegsrat im Königreich Hannover (1865)[56] (1851 Ritter)
- Franz Rudorff (1825–1898) Oberst, Kommandeur 3. IR Nr. 102 (1866, Vierte Klasse 1854)

Auswärtige Mitglieder gab es in dieser Klasse bis Anfang 1865 insgesamt etwa 183, darunter
- Theobald von Rizy (1807–1882), österreichischer Jurist und Politiker

## Ritter
Diese Klasse des Ordens wurde von 1815 bis 1865 an fast 1100 „inländische“ (=hannoversche) Männer verliehen. Fast 400 der Mitglieder stiegen aus dieser Ordensklasse auf in die nächsthöhere. Daneben gab es noch etwa 1014 „Auswärtige Mitglieder“, die mit dieser Klasse des Ordens beehrt wurden. Der Buchstabe „A“ hinter der Jahrzahl der Verleihung kennzeichnet Auswärtige Mitglieder.
- Albrecht Friedrich Georg Baring (1767–1835), hannoverscher Jurist (1821)
- Karl Friedrich Wilhelm von Baurmeister (1787–1840), preußischer Offizier (1832 A – als „Bauermeister“)[57]
- Gottlieb Johann August Brauns (1751–1820), Amtmann zu Ratzeburg[58] (1815 A)
- Otto Jacob Heinrich Friedrich Brauns (1775–1855), Dr. jur., Cousin v. Gottlieb J.A.Brauns, Oberamtmann zu Blumenthal[59][60][61] (1839)
- Heinrich Rudolph Brinkmann, Rechtswissenschaftler an der Universität Kiel (1834 A)
- Hans Ernst Bütemeister (1750–1837), Oberamtmann in Diepholz (1824)
- Friedrich Wilhelm Buttel (1796–1869), Baumeister und Großherzoglicher Hofbaumeister von Mecklenburg-Strelitz, „Ober-Baurath“ (1860 A)
- Andreas Cleeves (1778–1830), Major der King’s German Legion (1815)[62]
- Anton Heinrich Dammert (1765–1829), deutscher Wasserbauingenieur (1823)
- Hans Burchard Otto von der Decken (1769–1838), Landdrost im Regierungsbezirk Aurich 1818–1823[63][64] (1821 Ritter, 1826 Kommandeur)
- Johann Hermann Detmold (1807–1856), Jurist und Mitglied der deutschen Nationalversammlung (1850)
- George Gawler (1795–1869), Gouverneur von South Australia (1837 A)
- Georg Wilhelm Glünder (1799–1848), Offizier, Autor und Herausgeber, später zweiter Direktor der Polytechnischen Schule in Hannover[65] (1830)
- Theodor Hagemann (1761–1827), Jurist, (1818)
- Jakob Freiherr von Hartmann (1795–1873), bayerischer General der Infanterie (1846/47)
- Erhard Hartung von Hartungen  (1819–1893),  Arzt und Homöopath in Wien (Erhebung zum Ritter wohl nach 1866)
- Johann Friedrich Wilhelm (1738–1822), deutsch-britischer Astronom (1816 A)
- Karl Gustav Himly (1772–1837), Chirurg und Augenarzt in Göttingen (1820)
- Karl Wilhelm Hoppenstedt (1769–1826), Geheimer Justizrat und Unterstaatssekretär (= „Geheimer-Cabinets-Rath“) in Hannover (1821)[39] (1821; 1822 Kommandeur)
- Heinrich von Idler (1802–1878), württembergischer Oberamtmann und Landtagsabgeordneter (1855 – im Hof- und Staatshandbuch stets geschrieben „Ideler“)
- Johann Gottfried Heinrich Kirchweger (1809–1899), Eisenbahningenieur (1865 Ritter, 1851 Vierte Klasse)
- Onno Klopp (1822–1903), Historiker (1866 Ritter, 1863 Vierte Klasse)
- Hermann Koch (1814–1877), deutscher Geheimer Bergrat und Vater des Mediziners und Nobelpreisträgers Robert Koch (1864 Ritter, 1848 Vierte Klasse)
- Friedrich Kohlrausch (1780–1867), hannoverscher Generalschuldirektor (1833 Ritter, 1855 Kommandeur 2. Klasse, 1859 Kommandeur 1. Klasse)
- Konrad Johann Martin Langenbeck (1776–1851), deutscher Anatom, Chirurg und Augenarzt (1818 Ritter, 1845 Kommandeur 2. Klasse)
- Wilhelm von Leonhardi (1812–1856), deutscher Autor und hessischer Diplomat (1852 A Ritter, schon 1845 A Vierte Klasse)
- Georg Otto Ferdinand Lohde (1770–1851), erster Bürgermeister der gesamten Stadt Hildesheim (1818)
- Georg Jacob Friedrich Meister (1755–1832), Geheimer Justizrat und Juraprofessor in Göttingen (1821)
- Christian Friedrich Mühlenbruch (1785–1843), deutscher Rechtswissenschaftler
- Conrad Friedrich Eberhard Niemeyer (1769–1857), Geheimer Kanzleirat in Hannover (Ritter seit 1819)[66]
- Arnold Ludwig August Nöldeke (1798–1870), Oberpostmeister zu Hannover (1856)[67]
- Georg Ludwig Nieper (1778–1832), Kgl. Hannoverscher Landdrost (1821)
- Heinrich Wilhelm Matthias Olbers (1758–1840), Arzt und Astronom
- Konsistorialdirektor Pelizäus, Hildesheim[68]
- Konsistorialrat und Professor Dr. Pott, Göttingen[68]
- Henry Sykes Stephens (1795/96–1878), Oberadjutant des letzten hannoverschen Vizekönigs. (1837)
- Alexander von Salviati (1827–1881), nachmaliger preußischer Generalleutnant (1863)
- Samuel Thomas von Soemmerring (1755–1830), Anatom, Anthropologe, Paläontologe und Erfinder (1825 A)
- Moritz von Thümmel, Reisestallmeister und Kammerherr des Herzogs von Sachsen[36]
- Johann Gerhard Wilhelm Uhlhorn (1826–1901), Theologe, Abt von Loccum und Oberkonsistorialrat (1862; bereits 1859 war er mit dem Orden in der IV. Klasse ausgezeichnet worden)
- Anton Christian Wedekind (1763–1845), deutscher Geschichtsforscher
- Friedrich Georg Christian von Wichmann (1779–1861), verliehen 1815, Offizier der King’s German Legion, später Prinzenerzieher
- Johann Wilhelm Heinrich Conradi (1780–1861) Mediziner, Professor in Marburg, Heidelberg und Göttingen
- Christian Tønsberg (1813–1897), norwegischer Verleger (1860)
- Heinrich Wallmann (1794–1874), Oberwildmeister am Jägerhof Hannover (1858)

## Vierte Klasse (1841/42: Silbernes Kreuz)
Diese Klasse des Ordens wurde von 1841 bis 1865 an über 1400 „inländische“ (=hannoversche) Männer und etwa 350 weitere, „Auswärtige Mitglieder“ verliehen. Von den Inländern stiegen etwa 600 aus dieser Ordensklasse in die nächsthöhere (Ritter-)Klasse auf. Nach dem Ordensstatut war seit 1841 die Verleihung der Vierten Klasse eine Voraussetzung für den Aufstieg in die Nächsthöhere. Für die Auswärtigen scheint dies nicht unbedingt gegolten zu haben, denn den 350 Trägern der Vierten Klasse stehen für den gleichen Zeitraum fast 430 Ritter gegenüber.
- Georg Hunaeus (1802–1882), Geodät und Geologe
- Johann Hermann Detmold (1807–1856), Jurist und Mitglied der deutschen Nationalversammlung, Legationsrat (1850)[69]
- Conrad Wilhelm Hase (1818–1902) Architekt und Hochschullehrer (1864)
- Wilhelm Valentin Havemann (1800–1869), Historiker (1858)
- August Müller (1799–1872), Pastor der Aegidienkirche in Hannover von 1832 bis 1872 (1864)
- August von Oppermann (1821–1892), Major, dann preußischer Generalmajor
- Ludwig Preiss (1811–1883) Botaniker (1856)
- Karl Wedekind (1809–1881), deutsch-italienischer Ölimporteur und Mäzen
- Carl Heinrich Wünsch (1779–1855), Architekt und Hofbaurat
- Johannes zum Sande (1802–1878), Jurist und Politiker (1863)
- Heinrich Wallmann (1794–1874), Oberwildmeister am Jägerhof Hannover (1842; ab 1858 Ritter)

## Unbekannte Ausprägung
derzeit unbesetzt